# リディア・ウルム
リディア・ウルム（Lydia Oulmou, 1986年2月2日 - ）は、アルジェリアの女子バレーボール選手。

## 来歴
1998年にアルジェリアのMB Bejaiaに入団した。2001年にアルジェリア代表に初選出された。2005年にフランスのIstres Volleyballに入団した。2008年にフランスのRochette Volleyballに入団した。2009年にアフリカ選手権で優勝し2010年世界選手権の出場権を獲得した。2010年世界選手権に出場した。

## 球歴
- オリンピック - 2008年、2012年
- 世界選手権 - 2010年
- ワールドカップ - 2011年

## 所属クラブ
- MB Bejaia　（1998-2005年）
- Istres Volleyball　（2005-2008年）
- Rochette Volleyball　（2008-2009年）
- Istres Volleyball　（2009-）